# Pseudo-Demóstenes
Se conoce como pseudo-Demóstenes al autor (o autores) de una serie de discursos que se habían atribuido hasta entonces al orador ateniense Demóstenes pero que se ha demostrado que no han sido dictados por él.
Incluyen los discursos 46, 49 (contra Timoteo), 50 (contra el arcón Policles), 52 (contra Calipo, de la tribu Paenean), 53 (contra Nicóstrato), 59 (contra Neera) y, posiblemente, el 47, atribuido a Apolodoro de Acarnas, seguidor de Demóstenes.